# Eriovixia turbinata
Eriovixia turbinata är en spindelart som först beskrevs av Tord Tamerlan Teodor Thorell 1899.  Eriovixia turbinata ingår i släktet Eriovixia och familjen hjulspindlar. Inga underarter finns listade i Catalogue of Life.